# The Palace (série télévisée)
Pour le film de Roman Polanski, voir The Palace (film, 2023).
The Palace ou Palais royal au Québec, est une série télévisée britannique en huit épisodes de 52 minutes créée par Tom Grieves et diffusée du 14 janvier au 3 mars 2008 sur ITV1.
En France, elle a été diffusée à partir du 11 novembre 2008 sur NRJ 12, et au Québec à partir du 1er juin 2010 à Séries+. Elle reste inédite dans les autres pays francophones.

## Synopsis
La série met en scène la vie au palais de Buckingham après la mort du roi (fictionnel) James III et sa succession par son fils de 24 ans, Richard (Rupert Evans).

## Distribution
- Rupert Evans (VF : Geoffrey Vigier) : le roi Richard IV
- Sophie Winkleman (VF : Céline Ronté) : Princesse Eleanor
- Roy Marsden (VF : Bernard Tiphaine) : Sir Iain Ratalick
- Zoe Telford (VF : Chantal Baroin) : Abigail Thomas
- Sebastian Armesto (VF : Benjamin Boyer) : Prince George
- Nathalie Lunghi (en) (VF : Nathalie Karsenti): Princesse Isabelle
- Jane Asher (VF : Annie Le Youdec) : La reine-mère Charlotte
- Laura Haddock : Lady Arabella Worthesley Wolsey
- David Harewood (VF : Laurent Mantel) : Major Simon Brooks
- Clemency Burton-Hill : L'hon. Alice Templeton
- Shelley Conn (VF : Gaëlle Savary) : Miranda Hill
- Valentinas Klimas (lt) : Le Roi James III

 Source et légende : version française (VF) sur RS Doublage
allodoublage